# Marger Sealey
Marger Sealey (Mérida, Venezuela, sinh ngày 22 tháng 11 năm 1977), còn được biết đến là MG, là ca sĩ, nhạc sĩ, diễn viên người Venezuela. Mẹ của cô là người Venezuela và cha của cô là người Trinidadia.

## Thời thơ ấu
Cô xuất hiện lần đầu trên sân khấu vào năm 6 tuổi khi cô hát với bà của mình -cũng là ca sĩ- và ông của cô là một nhạc sĩ nhạc jazz. Cô bắt đầu thu âm các bài hát của riêng mình tại phòng thu khi cô 14 tuổi. Cô tốt nghiệm Đại học Andes khi theo ngành nha sĩ.

## Sự nghiệp
Marger sống ở Argentina, nơi cô biểu diễn trong các vở nhạc kịch với những đạo diễn Broadway nổi tiếng người Argentina như Pepito Cibrian và Robert Jess Roth. Cô đã diễn hai vai trong "Little Shop of Horrors", và là thành viên của Tribute to the Best Musicals of Broadway, nơi cô diễn "Chicago" và "Cabaret" để quay trở lại Teatro Nacional. Cô tham gia vào các chương trình truyền hình và nhiều vở opera khác nhau như chương trình của Argentina với Diva Susana Gimenez trong vai Susano và xuất hiện trên TV trong tập đặc biệt của "El sodero de mi vida" và diễn chung với Andrea del Boca và Daddy Brieva.
Sealey diễn trong vở nhạc kịch off-Broadway Fame với vai Carmen, là vai chính của vở kịch. Vở diễn đã tăng độ nổi tiếng của Sealey ở các nước Mĩ Latin như México, Cộng hoà Dominica, Venezuela, Colombia và Argentina. Cô đã làm việc với nữ diễn viên người Argentina Susana Giménez và tham gia chương trình truyền hình thực tế Protagonistas de la Música tại Miami, nơi cô trở thành một trong những thí sinh yêu thích của khán giả. Sealey đã thu âm 2 album với Protagonistas, một trong số đó đã trở thành Bản thu âm vàng. Cô tiếp tục cho phát hành Cómo te Digo ở Mĩ và Puerto Rico.
Sau khi chương trình kết thúc, Marger thu âm và hợp tác vào những dự án của các nghệ sĩ: như Ricardo Montaner, Olga Tañon, Tego Calderon và một bài hát chung với Buju Banton (Jamaica).
Cô cũng trở thành nhà sáng tác cho các nghệ sĩ như Kiuldret, một nghệ sĩ Sony/BMG. Marger thu âm một dự án Latin Pop với nhà sản xuất người Colombia German Ortiz. Cô cũng từng làm việc với các nhà sản xuất như Iker Gastaminza (Shakira's Oral Fixation), Humberto "Humby" Viana (Daddy Yankee), Juan Carlos Rodriguez và Fernando Rojo.
Album đầu tay của Marger "Cómo te digo" được phát hành vào tháng 4 năm 2009. Album này cũng có một ca khúc thêm vào: Bài hát tình yêu của vở opera đình đám "El Rostro de Analia" Tuya Otra vez, phát sóng bởi Telemundo NBC.
Năm 2011, Marger có đạt được vị trí số một các bảng xếp hạng tại Venezuela với đĩa đơn của mình "Como te atreves" từ album đầu tay "Cómo te Digo".
Sealey kết hôn với stylist người Argentina Leo Rocco vào năm 2008.